# Hesselbjerggård
 Der er for få eller ingen kildehenvisninger i denne artikel, hvilket er et problem. Du kan hjælpe ved at angive troværdige kilder til de påstande, som fremføres i artiklen.

Hesselbjerg Gods er en gård i Reerslev Sogn, 4 km nordøst for Ruds Vedby.
Hesselbjerg Gods er på 604 hektar med Lindebjerggård.

## Ejere af Hesselbjerg
- (1809-1836) Niels Giersing
- (1836-1838) Hans Rahlff
- (1838-1847) Jørgen Henrik Theodor Hasle
- (1847-1852) Grev Johan Sigismund Knuth
- (1852-1861) Lars Chr. Engberg
- (1861-1906) Arvinger, bl.a. Cecilie Svendsen
- (1906-1923) Kaj Hvalsø
- (1923-1931) Arvinger, søskende Ingeborg, Helga, Holger, Aage Hvalsø
- (1931-1937) Jørgen Christian Erik Larsen (1886-1965)
- (1937-1942) Grev Adam Knuth
- (1942-1984) Georg Bestle A/S
- (1984- ) Aktieselskabet af 31.oktober 1917 ved Svend Nyboe Andersen / Kathrine Dreyer